# 內華達州議會大廈
內華達州議會大廈（New Jersey State House）是美國內華達州議會的開會地點和內華達州長的辦公場所，位於內華達州首府卡森城。內華達州議會大廈修建於1869年至1871年，被列入美國國家史蹟名錄。

## 外部連結
- 维基共享资源上的相關多媒體資源：內華達州議會大廈
- State of Nevada Information about the State Capitol
- 美国历史建筑调查（HABS） No. NV-13-5, "Nevada State Capitol, Plaza at Carson Street, Carson City, Carson City, NV", 23 photos, 16 data pages